# Josip Marković
Josip Marković (16 de febrero de 1874, Sisak - 31 de enero de 1969, París) fue un arquitecto croata.
Junto con los arquitectos Stjepan Podhorski, Vjekoslav Bastl y Viktor Kovačić, Marković fue uno de los fundadores de la arquitectura moderna croata. A través de una combinación de circunstancias, se convirtió en parte de una historia mítica cuyos protagonistas principales son su hija Dora Maar (Teodora Markovic, como la trágica musa de Pablo Picasso) y el famoso pintor Pablo Picasso.

## Biografía
Su trabajo como arquitecto lo ha llevado ciudades en Buenos Aires, Montevideo y París, en donde ha participado con varios objetos importantes.

## Educación
Josip Marković nació el 16 de febrero de 1874 en Sisak. Después de graduarse de la escuela pública y cívica, dejó Sisak a Zagreb, donde se matriculó en la escuela de artesanía e ingeniería civil. En 1892, junto con Bastl y Podhorski, asistió a la primera generación del departamento de arquitectura en la escuela de ingeniería civil, a la que asistiría hasta 1896. Inmediatamente después de graduarse de la escuela, fue a París donde se matriculó en la École des Beaux-Arts. Con grandes dificultades materiales, pudo completar sus estudios en 1900. Al mismo tiempo, es autor del pabellón de Bosnia y Herzegovina en la famosa exposición mundial de París. Durante sus estudios en París, escribe cartas críticas, que se publicarán en Zagreb en el Trade and Crafts World. Estas son las primeras revisiones críticas teóricas modernas sobre el tema de la arquitectura moderna en Croacia como prólogo de la próxima aparición de Viktor Kovačić.

## Carrera laboral
Después de completar su educación de 1901 a 1905, trabajó como contratista de construcción independiente en la ruta París-Zagreb. Mientras tanto, empieza una fructífera colaboración en Zagreb con Viktor Kovačić, con quien trabaja en proyectos para la empresa de arquitectura y construcción Pilar & Mally & Bauda. En ese momento, Markovic también estuvo presente en varios concursos en Zagreb: el concurso para la cámara de comercio y museo y el museo en la plaza Mažuranić, y luego la licitación para el banco hipotecario. En 1903 se casó con la francesa Louisa Julia Marković en Trsat, quien daría a luz a su hija Dora Maar (1907-1997) unos años más tarde.
En 1905 se mudó a América del Norte y del Sur, y desde 1906 se estableció en Buenos Aires. Allí Markovic realiza varios objetos importantes: un pilar-monumento meteorológico a los colonos austrohúngaros (Columna Meteorológica), el edificio de la compañía naviera "Nicolás Mihanovich" de Nikola Mihanović (situado entre la Avenida Leandro N. Alem y la calle 25 de mayo), el edificio de la embajada austrohúngara en la República Argentina, la oficina parroquial de la iglesia de San Ante Padovansky (Villa Devoto) y varios otros edificios de oficinas. El logro más significativo será el complejo turístico y arquitectónico El Real de San Carlos en la Colonia del Sacramento, Uruguay (1910-1912). El complejo está dominado por la Plaza de toros del Real de San Carlos, sitio en que tuvieron lugar las corridas de toros entre 1910 y 1912, luego bien prohibidas. Arruinada por el paso del tiempo y en estado de abandono, se reinauguró  en 2021, y actualmente, esta plaza es un centro cultural, de espectáculos y deportes con capacidad para 4000 espectadores. Dentro del complejo, también se construyó un hotel con terrenos deportivos que hoy están desafectados salvo por un frontón dedicado a la pelota vasca.
En 1926, Markovic regresó a París, donde se dedicó a la vida diplomática. Nunca más estuvo activo como arquitecto.

## Muerte
Markovic murió el 31 de enero de 1969 en París.